# Москва 1936
Москва 1936 — Третий Московский международный шахматный турнир, проходивший с 14 мая по 8 июня 1936 года в Москве.
Место проведения: Колонный зал Дома Союзов. Двухкруговой. 10 участников, из них 6 советских и 4 иностранных шахматиста, в том числе экс-чемпионы мира X. Р. Капабланка и Эм. Ласкер и претенденты на это звание М. Ботвинник и С. Флор.
Эмануил Ласкер, который в 1935 году после 2-го Московского международного турнира остался на постоянное жительство в СССР, играл под флагом этой страны, как и в дальнейшем на турнире в Ноттингеме.
Главным судьёй турнира был Николай Григорьев.
Борьбу за звание победителя вели в основном М. Ботвинник и Х. Р. Капабланка. В партии между ними из первого круга Ботвинник, имея выигранную позицию, в цейтноте упустил сначала победу, а затем и ничью. Выиграв эту партию, Капабланка завершил 1-й круг с 6½ очками, впереди ближайших соперников на 1½ очка. Во 2-м круге Ботвинник набрал 7 очков из 9, но Капабланка, повторив результат 1-го круга, занял первое место — 13 очков, второе место у Ботвинника — 12 очков, третье — у С. Флора — 9½ очков.
Победитель турнира Х. Р. Капабланка провёл соревнование без единого поражения и снова заставил говорить о себе как об одном из главных претендентов на чемпионское звание, которым в то время владел Макс Эйве.
4-й Московский международный турнир был запланирован на 1938 год, но не состоялся ввиду того, что главный шахматный организатор СССР Николай Крыленко был репрессирован.

## Примечательные партии
Первый приз за лучшую партию присуждён Ботвиннику (белые) за победу над А. Лилиенталем:

### М. Ботвинник — А. Лилиенталь
|   | a | b | c | d | e | f | g | h |   |
| - | --- | --- | --- | --- | --- | --- | --- | --- | - |
| 8 | b8 чёрная ладья · g8 чёрный король · c7 белая ладья · f7 чёрная пешка · h7 чёрная пешка · b6 белый конь · d6 чёрная пешка · e6 чёрная пешка · f6 чёрный конь · g6 чёрная пешка · a5 белая пешка · e4 белая пешка · h4 белая пешка · f3 белая пешка · g3 белая пешка · f2 белый король | b8 чёрная ладья · g8 чёрный король · c7 белая ладья · f7 чёрная пешка · h7 чёрная пешка · b6 белый конь · d6 чёрная пешка · e6 чёрная пешка · f6 чёрный конь · g6 чёрная пешка · a5 белая пешка · e4 белая пешка · h4 белая пешка · f3 белая пешка · g3 белая пешка · f2 белый король | b8 чёрная ладья · g8 чёрный король · c7 белая ладья · f7 чёрная пешка · h7 чёрная пешка · b6 белый конь · d6 чёрная пешка · e6 чёрная пешка · f6 чёрный конь · g6 чёрная пешка · a5 белая пешка · e4 белая пешка · h4 белая пешка · f3 белая пешка · g3 белая пешка · f2 белый король | b8 чёрная ладья · g8 чёрный король · c7 белая ладья · f7 чёрная пешка · h7 чёрная пешка · b6 белый конь · d6 чёрная пешка · e6 чёрная пешка · f6 чёрный конь · g6 чёрная пешка · a5 белая пешка · e4 белая пешка · h4 белая пешка · f3 белая пешка · g3 белая пешка · f2 белый король | b8 чёрная ладья · g8 чёрный король · c7 белая ладья · f7 чёрная пешка · h7 чёрная пешка · b6 белый конь · d6 чёрная пешка · e6 чёрная пешка · f6 чёрный конь · g6 чёрная пешка · a5 белая пешка · e4 белая пешка · h4 белая пешка · f3 белая пешка · g3 белая пешка · f2 белый король | b8 чёрная ладья · g8 чёрный король · c7 белая ладья · f7 чёрная пешка · h7 чёрная пешка · b6 белый конь · d6 чёрная пешка · e6 чёрная пешка · f6 чёрный конь · g6 чёрная пешка · a5 белая пешка · e4 белая пешка · h4 белая пешка · f3 белая пешка · g3 белая пешка · f2 белый король | b8 чёрная ладья · g8 чёрный король · c7 белая ладья · f7 чёрная пешка · h7 чёрная пешка · b6 белый конь · d6 чёрная пешка · e6 чёрная пешка · f6 чёрный конь · g6 чёрная пешка · a5 белая пешка · e4 белая пешка · h4 белая пешка · f3 белая пешка · g3 белая пешка · f2 белый король | b8 чёрная ладья · g8 чёрный король · c7 белая ладья · f7 чёрная пешка · h7 чёрная пешка · b6 белый конь · d6 чёрная пешка · e6 чёрная пешка · f6 чёрный конь · g6 чёрная пешка · a5 белая пешка · e4 белая пешка · h4 белая пешка · f3 белая пешка · g3 белая пешка · f2 белый король | 8 |
| 7 | b8 чёрная ладья · g8 чёрный король · c7 белая ладья · f7 чёрная пешка · h7 чёрная пешка · b6 белый конь · d6 чёрная пешка · e6 чёрная пешка · f6 чёрный конь · g6 чёрная пешка · a5 белая пешка · e4 белая пешка · h4 белая пешка · f3 белая пешка · g3 белая пешка · f2 белый король | b8 чёрная ладья · g8 чёрный король · c7 белая ладья · f7 чёрная пешка · h7 чёрная пешка · b6 белый конь · d6 чёрная пешка · e6 чёрная пешка · f6 чёрный конь · g6 чёрная пешка · a5 белая пешка · e4 белая пешка · h4 белая пешка · f3 белая пешка · g3 белая пешка · f2 белый король | b8 чёрная ладья · g8 чёрный король · c7 белая ладья · f7 чёрная пешка · h7 чёрная пешка · b6 белый конь · d6 чёрная пешка · e6 чёрная пешка · f6 чёрный конь · g6 чёрная пешка · a5 белая пешка · e4 белая пешка · h4 белая пешка · f3 белая пешка · g3 белая пешка · f2 белый король | b8 чёрная ладья · g8 чёрный король · c7 белая ладья · f7 чёрная пешка · h7 чёрная пешка · b6 белый конь · d6 чёрная пешка · e6 чёрная пешка · f6 чёрный конь · g6 чёрная пешка · a5 белая пешка · e4 белая пешка · h4 белая пешка · f3 белая пешка · g3 белая пешка · f2 белый король | b8 чёрная ладья · g8 чёрный король · c7 белая ладья · f7 чёрная пешка · h7 чёрная пешка · b6 белый конь · d6 чёрная пешка · e6 чёрная пешка · f6 чёрный конь · g6 чёрная пешка · a5 белая пешка · e4 белая пешка · h4 белая пешка · f3 белая пешка · g3 белая пешка · f2 белый король | b8 чёрная ладья · g8 чёрный король · c7 белая ладья · f7 чёрная пешка · h7 чёрная пешка · b6 белый конь · d6 чёрная пешка · e6 чёрная пешка · f6 чёрный конь · g6 чёрная пешка · a5 белая пешка · e4 белая пешка · h4 белая пешка · f3 белая пешка · g3 белая пешка · f2 белый король | b8 чёрная ладья · g8 чёрный король · c7 белая ладья · f7 чёрная пешка · h7 чёрная пешка · b6 белый конь · d6 чёрная пешка · e6 чёрная пешка · f6 чёрный конь · g6 чёрная пешка · a5 белая пешка · e4 белая пешка · h4 белая пешка · f3 белая пешка · g3 белая пешка · f2 белый король | b8 чёрная ладья · g8 чёрный король · c7 белая ладья · f7 чёрная пешка · h7 чёрная пешка · b6 белый конь · d6 чёрная пешка · e6 чёрная пешка · f6 чёрный конь · g6 чёрная пешка · a5 белая пешка · e4 белая пешка · h4 белая пешка · f3 белая пешка · g3 белая пешка · f2 белый король | 7 |
| 6 | b8 чёрная ладья · g8 чёрный король · c7 белая ладья · f7 чёрная пешка · h7 чёрная пешка · b6 белый конь · d6 чёрная пешка · e6 чёрная пешка · f6 чёрный конь · g6 чёрная пешка · a5 белая пешка · e4 белая пешка · h4 белая пешка · f3 белая пешка · g3 белая пешка · f2 белый король | b8 чёрная ладья · g8 чёрный король · c7 белая ладья · f7 чёрная пешка · h7 чёрная пешка · b6 белый конь · d6 чёрная пешка · e6 чёрная пешка · f6 чёрный конь · g6 чёрная пешка · a5 белая пешка · e4 белая пешка · h4 белая пешка · f3 белая пешка · g3 белая пешка · f2 белый король | b8 чёрная ладья · g8 чёрный король · c7 белая ладья · f7 чёрная пешка · h7 чёрная пешка · b6 белый конь · d6 чёрная пешка · e6 чёрная пешка · f6 чёрный конь · g6 чёрная пешка · a5 белая пешка · e4 белая пешка · h4 белая пешка · f3 белая пешка · g3 белая пешка · f2 белый король | b8 чёрная ладья · g8 чёрный король · c7 белая ладья · f7 чёрная пешка · h7 чёрная пешка · b6 белый конь · d6 чёрная пешка · e6 чёрная пешка · f6 чёрный конь · g6 чёрная пешка · a5 белая пешка · e4 белая пешка · h4 белая пешка · f3 белая пешка · g3 белая пешка · f2 белый король | b8 чёрная ладья · g8 чёрный король · c7 белая ладья · f7 чёрная пешка · h7 чёрная пешка · b6 белый конь · d6 чёрная пешка · e6 чёрная пешка · f6 чёрный конь · g6 чёрная пешка · a5 белая пешка · e4 белая пешка · h4 белая пешка · f3 белая пешка · g3 белая пешка · f2 белый король | b8 чёрная ладья · g8 чёрный король · c7 белая ладья · f7 чёрная пешка · h7 чёрная пешка · b6 белый конь · d6 чёрная пешка · e6 чёрная пешка · f6 чёрный конь · g6 чёрная пешка · a5 белая пешка · e4 белая пешка · h4 белая пешка · f3 белая пешка · g3 белая пешка · f2 белый король | b8 чёрная ладья · g8 чёрный король · c7 белая ладья · f7 чёрная пешка · h7 чёрная пешка · b6 белый конь · d6 чёрная пешка · e6 чёрная пешка · f6 чёрный конь · g6 чёрная пешка · a5 белая пешка · e4 белая пешка · h4 белая пешка · f3 белая пешка · g3 белая пешка · f2 белый король | b8 чёрная ладья · g8 чёрный король · c7 белая ладья · f7 чёрная пешка · h7 чёрная пешка · b6 белый конь · d6 чёрная пешка · e6 чёрная пешка · f6 чёрный конь · g6 чёрная пешка · a5 белая пешка · e4 белая пешка · h4 белая пешка · f3 белая пешка · g3 белая пешка · f2 белый король | 6 |
| 5 | b8 чёрная ладья · g8 чёрный король · c7 белая ладья · f7 чёрная пешка · h7 чёрная пешка · b6 белый конь · d6 чёрная пешка · e6 чёрная пешка · f6 чёрный конь · g6 чёрная пешка · a5 белая пешка · e4 белая пешка · h4 белая пешка · f3 белая пешка · g3 белая пешка · f2 белый король | b8 чёрная ладья · g8 чёрный король · c7 белая ладья · f7 чёрная пешка · h7 чёрная пешка · b6 белый конь · d6 чёрная пешка · e6 чёрная пешка · f6 чёрный конь · g6 чёрная пешка · a5 белая пешка · e4 белая пешка · h4 белая пешка · f3 белая пешка · g3 белая пешка · f2 белый король | b8 чёрная ладья · g8 чёрный король · c7 белая ладья · f7 чёрная пешка · h7 чёрная пешка · b6 белый конь · d6 чёрная пешка · e6 чёрная пешка · f6 чёрный конь · g6 чёрная пешка · a5 белая пешка · e4 белая пешка · h4 белая пешка · f3 белая пешка · g3 белая пешка · f2 белый король | b8 чёрная ладья · g8 чёрный король · c7 белая ладья · f7 чёрная пешка · h7 чёрная пешка · b6 белый конь · d6 чёрная пешка · e6 чёрная пешка · f6 чёрный конь · g6 чёрная пешка · a5 белая пешка · e4 белая пешка · h4 белая пешка · f3 белая пешка · g3 белая пешка · f2 белый король | b8 чёрная ладья · g8 чёрный король · c7 белая ладья · f7 чёрная пешка · h7 чёрная пешка · b6 белый конь · d6 чёрная пешка · e6 чёрная пешка · f6 чёрный конь · g6 чёрная пешка · a5 белая пешка · e4 белая пешка · h4 белая пешка · f3 белая пешка · g3 белая пешка · f2 белый король | b8 чёрная ладья · g8 чёрный король · c7 белая ладья · f7 чёрная пешка · h7 чёрная пешка · b6 белый конь · d6 чёрная пешка · e6 чёрная пешка · f6 чёрный конь · g6 чёрная пешка · a5 белая пешка · e4 белая пешка · h4 белая пешка · f3 белая пешка · g3 белая пешка · f2 белый король | b8 чёрная ладья · g8 чёрный король · c7 белая ладья · f7 чёрная пешка · h7 чёрная пешка · b6 белый конь · d6 чёрная пешка · e6 чёрная пешка · f6 чёрный конь · g6 чёрная пешка · a5 белая пешка · e4 белая пешка · h4 белая пешка · f3 белая пешка · g3 белая пешка · f2 белый король | b8 чёрная ладья · g8 чёрный король · c7 белая ладья · f7 чёрная пешка · h7 чёрная пешка · b6 белый конь · d6 чёрная пешка · e6 чёрная пешка · f6 чёрный конь · g6 чёрная пешка · a5 белая пешка · e4 белая пешка · h4 белая пешка · f3 белая пешка · g3 белая пешка · f2 белый король | 5 |
| 4 | b8 чёрная ладья · g8 чёрный король · c7 белая ладья · f7 чёрная пешка · h7 чёрная пешка · b6 белый конь · d6 чёрная пешка · e6 чёрная пешка · f6 чёрный конь · g6 чёрная пешка · a5 белая пешка · e4 белая пешка · h4 белая пешка · f3 белая пешка · g3 белая пешка · f2 белый король | b8 чёрная ладья · g8 чёрный король · c7 белая ладья · f7 чёрная пешка · h7 чёрная пешка · b6 белый конь · d6 чёрная пешка · e6 чёрная пешка · f6 чёрный конь · g6 чёрная пешка · a5 белая пешка · e4 белая пешка · h4 белая пешка · f3 белая пешка · g3 белая пешка · f2 белый король | b8 чёрная ладья · g8 чёрный король · c7 белая ладья · f7 чёрная пешка · h7 чёрная пешка · b6 белый конь · d6 чёрная пешка · e6 чёрная пешка · f6 чёрный конь · g6 чёрная пешка · a5 белая пешка · e4 белая пешка · h4 белая пешка · f3 белая пешка · g3 белая пешка · f2 белый король | b8 чёрная ладья · g8 чёрный король · c7 белая ладья · f7 чёрная пешка · h7 чёрная пешка · b6 белый конь · d6 чёрная пешка · e6 чёрная пешка · f6 чёрный конь · g6 чёрная пешка · a5 белая пешка · e4 белая пешка · h4 белая пешка · f3 белая пешка · g3 белая пешка · f2 белый король | b8 чёрная ладья · g8 чёрный король · c7 белая ладья · f7 чёрная пешка · h7 чёрная пешка · b6 белый конь · d6 чёрная пешка · e6 чёрная пешка · f6 чёрный конь · g6 чёрная пешка · a5 белая пешка · e4 белая пешка · h4 белая пешка · f3 белая пешка · g3 белая пешка · f2 белый король | b8 чёрная ладья · g8 чёрный король · c7 белая ладья · f7 чёрная пешка · h7 чёрная пешка · b6 белый конь · d6 чёрная пешка · e6 чёрная пешка · f6 чёрный конь · g6 чёрная пешка · a5 белая пешка · e4 белая пешка · h4 белая пешка · f3 белая пешка · g3 белая пешка · f2 белый король | b8 чёрная ладья · g8 чёрный король · c7 белая ладья · f7 чёрная пешка · h7 чёрная пешка · b6 белый конь · d6 чёрная пешка · e6 чёрная пешка · f6 чёрный конь · g6 чёрная пешка · a5 белая пешка · e4 белая пешка · h4 белая пешка · f3 белая пешка · g3 белая пешка · f2 белый король | b8 чёрная ладья · g8 чёрный король · c7 белая ладья · f7 чёрная пешка · h7 чёрная пешка · b6 белый конь · d6 чёрная пешка · e6 чёрная пешка · f6 чёрный конь · g6 чёрная пешка · a5 белая пешка · e4 белая пешка · h4 белая пешка · f3 белая пешка · g3 белая пешка · f2 белый король | 4 |
| 3 | b8 чёрная ладья · g8 чёрный король · c7 белая ладья · f7 чёрная пешка · h7 чёрная пешка · b6 белый конь · d6 чёрная пешка · e6 чёрная пешка · f6 чёрный конь · g6 чёрная пешка · a5 белая пешка · e4 белая пешка · h4 белая пешка · f3 белая пешка · g3 белая пешка · f2 белый король | b8 чёрная ладья · g8 чёрный король · c7 белая ладья · f7 чёрная пешка · h7 чёрная пешка · b6 белый конь · d6 чёрная пешка · e6 чёрная пешка · f6 чёрный конь · g6 чёрная пешка · a5 белая пешка · e4 белая пешка · h4 белая пешка · f3 белая пешка · g3 белая пешка · f2 белый король | b8 чёрная ладья · g8 чёрный король · c7 белая ладья · f7 чёрная пешка · h7 чёрная пешка · b6 белый конь · d6 чёрная пешка · e6 чёрная пешка · f6 чёрный конь · g6 чёрная пешка · a5 белая пешка · e4 белая пешка · h4 белая пешка · f3 белая пешка · g3 белая пешка · f2 белый король | b8 чёрная ладья · g8 чёрный король · c7 белая ладья · f7 чёрная пешка · h7 чёрная пешка · b6 белый конь · d6 чёрная пешка · e6 чёрная пешка · f6 чёрный конь · g6 чёрная пешка · a5 белая пешка · e4 белая пешка · h4 белая пешка · f3 белая пешка · g3 белая пешка · f2 белый король | b8 чёрная ладья · g8 чёрный король · c7 белая ладья · f7 чёрная пешка · h7 чёрная пешка · b6 белый конь · d6 чёрная пешка · e6 чёрная пешка · f6 чёрный конь · g6 чёрная пешка · a5 белая пешка · e4 белая пешка · h4 белая пешка · f3 белая пешка · g3 белая пешка · f2 белый король | b8 чёрная ладья · g8 чёрный король · c7 белая ладья · f7 чёрная пешка · h7 чёрная пешка · b6 белый конь · d6 чёрная пешка · e6 чёрная пешка · f6 чёрный конь · g6 чёрная пешка · a5 белая пешка · e4 белая пешка · h4 белая пешка · f3 белая пешка · g3 белая пешка · f2 белый король | b8 чёрная ладья · g8 чёрный король · c7 белая ладья · f7 чёрная пешка · h7 чёрная пешка · b6 белый конь · d6 чёрная пешка · e6 чёрная пешка · f6 чёрный конь · g6 чёрная пешка · a5 белая пешка · e4 белая пешка · h4 белая пешка · f3 белая пешка · g3 белая пешка · f2 белый король | b8 чёрная ладья · g8 чёрный король · c7 белая ладья · f7 чёрная пешка · h7 чёрная пешка · b6 белый конь · d6 чёрная пешка · e6 чёрная пешка · f6 чёрный конь · g6 чёрная пешка · a5 белая пешка · e4 белая пешка · h4 белая пешка · f3 белая пешка · g3 белая пешка · f2 белый король | 3 |
| 2 | b8 чёрная ладья · g8 чёрный король · c7 белая ладья · f7 чёрная пешка · h7 чёрная пешка · b6 белый конь · d6 чёрная пешка · e6 чёрная пешка · f6 чёрный конь · g6 чёрная пешка · a5 белая пешка · e4 белая пешка · h4 белая пешка · f3 белая пешка · g3 белая пешка · f2 белый король | b8 чёрная ладья · g8 чёрный король · c7 белая ладья · f7 чёрная пешка · h7 чёрная пешка · b6 белый конь · d6 чёрная пешка · e6 чёрная пешка · f6 чёрный конь · g6 чёрная пешка · a5 белая пешка · e4 белая пешка · h4 белая пешка · f3 белая пешка · g3 белая пешка · f2 белый король | b8 чёрная ладья · g8 чёрный король · c7 белая ладья · f7 чёрная пешка · h7 чёрная пешка · b6 белый конь · d6 чёрная пешка · e6 чёрная пешка · f6 чёрный конь · g6 чёрная пешка · a5 белая пешка · e4 белая пешка · h4 белая пешка · f3 белая пешка · g3 белая пешка · f2 белый король | b8 чёрная ладья · g8 чёрный король · c7 белая ладья · f7 чёрная пешка · h7 чёрная пешка · b6 белый конь · d6 чёрная пешка · e6 чёрная пешка · f6 чёрный конь · g6 чёрная пешка · a5 белая пешка · e4 белая пешка · h4 белая пешка · f3 белая пешка · g3 белая пешка · f2 белый король | b8 чёрная ладья · g8 чёрный король · c7 белая ладья · f7 чёрная пешка · h7 чёрная пешка · b6 белый конь · d6 чёрная пешка · e6 чёрная пешка · f6 чёрный конь · g6 чёрная пешка · a5 белая пешка · e4 белая пешка · h4 белая пешка · f3 белая пешка · g3 белая пешка · f2 белый король | b8 чёрная ладья · g8 чёрный король · c7 белая ладья · f7 чёрная пешка · h7 чёрная пешка · b6 белый конь · d6 чёрная пешка · e6 чёрная пешка · f6 чёрный конь · g6 чёрная пешка · a5 белая пешка · e4 белая пешка · h4 белая пешка · f3 белая пешка · g3 белая пешка · f2 белый король | b8 чёрная ладья · g8 чёрный король · c7 белая ладья · f7 чёрная пешка · h7 чёрная пешка · b6 белый конь · d6 чёрная пешка · e6 чёрная пешка · f6 чёрный конь · g6 чёрная пешка · a5 белая пешка · e4 белая пешка · h4 белая пешка · f3 белая пешка · g3 белая пешка · f2 белый король | b8 чёрная ладья · g8 чёрный король · c7 белая ладья · f7 чёрная пешка · h7 чёрная пешка · b6 белый конь · d6 чёрная пешка · e6 чёрная пешка · f6 чёрный конь · g6 чёрная пешка · a5 белая пешка · e4 белая пешка · h4 белая пешка · f3 белая пешка · g3 белая пешка · f2 белый король | 2 |
| 1 | b8 чёрная ладья · g8 чёрный король · c7 белая ладья · f7 чёрная пешка · h7 чёрная пешка · b6 белый конь · d6 чёрная пешка · e6 чёрная пешка · f6 чёрный конь · g6 чёрная пешка · a5 белая пешка · e4 белая пешка · h4 белая пешка · f3 белая пешка · g3 белая пешка · f2 белый король | b8 чёрная ладья · g8 чёрный король · c7 белая ладья · f7 чёрная пешка · h7 чёрная пешка · b6 белый конь · d6 чёрная пешка · e6 чёрная пешка · f6 чёрный конь · g6 чёрная пешка · a5 белая пешка · e4 белая пешка · h4 белая пешка · f3 белая пешка · g3 белая пешка · f2 белый король | b8 чёрная ладья · g8 чёрный король · c7 белая ладья · f7 чёрная пешка · h7 чёрная пешка · b6 белый конь · d6 чёрная пешка · e6 чёрная пешка · f6 чёрный конь · g6 чёрная пешка · a5 белая пешка · e4 белая пешка · h4 белая пешка · f3 белая пешка · g3 белая пешка · f2 белый король | b8 чёрная ладья · g8 чёрный король · c7 белая ладья · f7 чёрная пешка · h7 чёрная пешка · b6 белый конь · d6 чёрная пешка · e6 чёрная пешка · f6 чёрный конь · g6 чёрная пешка · a5 белая пешка · e4 белая пешка · h4 белая пешка · f3 белая пешка · g3 белая пешка · f2 белый король | b8 чёрная ладья · g8 чёрный король · c7 белая ладья · f7 чёрная пешка · h7 чёрная пешка · b6 белый конь · d6 чёрная пешка · e6 чёрная пешка · f6 чёрный конь · g6 чёрная пешка · a5 белая пешка · e4 белая пешка · h4 белая пешка · f3 белая пешка · g3 белая пешка · f2 белый король | b8 чёрная ладья · g8 чёрный король · c7 белая ладья · f7 чёрная пешка · h7 чёрная пешка · b6 белый конь · d6 чёрная пешка · e6 чёрная пешка · f6 чёрный конь · g6 чёрная пешка · a5 белая пешка · e4 белая пешка · h4 белая пешка · f3 белая пешка · g3 белая пешка · f2 белый король | b8 чёрная ладья · g8 чёрный король · c7 белая ладья · f7 чёрная пешка · h7 чёрная пешка · b6 белый конь · d6 чёрная пешка · e6 чёрная пешка · f6 чёрный конь · g6 чёрная пешка · a5 белая пешка · e4 белая пешка · h4 белая пешка · f3 белая пешка · g3 белая пешка · f2 белый король | b8 чёрная ладья · g8 чёрный король · c7 белая ладья · f7 чёрная пешка · h7 чёрная пешка · b6 белый конь · d6 чёрная пешка · e6 чёрная пешка · f6 чёрный конь · g6 чёрная пешка · a5 белая пешка · e4 белая пешка · h4 белая пешка · f3 белая пешка · g3 белая пешка · f2 белый король | 1 |
|   | a | b | c | d | e | f | g | h |   |

1.Kf3 Kf6 2.c4 b6 3.g3 Cb7 4.Cg2 c5 5.0—0 g6 6.d4 cd 7.K:d4 C:g2 8.Kp: g2 Cg7 9.Kc3 0—0 10.e4 Kc6 11.Ce3 Фc8 12.b3 Фb7 13.f3 Лfd8 14.Лс1 Лас8 15.Фd2 a6 16.Лfd1 K:d4 17.C:d4 d6 18.a4 Ke8 19.Kd5 Лс6 20.C:g7 K:g7 21.h4 Ле8 22.Лс3 Kh5 23.Фd4 b5 24.cb ab 25.Лdc1 Л:с3 26.Л:с3 ba 27.Лс7 Фb5 28.ba Фе2+ 29.Фf2 Ф:f2+ 30.Kp: f2 e6 31.Kb6 Kf6 32.a5 Лb8 (см. диаграмму)
33.Лс8+ Л:с8 34.K:c8 Ke8 35.a6 Kc7 36.a7 Ka8 37.K:d6 Kpf8 38.e5 Kpe7 39.Kpe3 f6 40.Kpf4 h6 41.Kc8+ Kpf7 42.Kpe4 Kpg7 43.Kpd4 Kc7 44.Kpc5, 1 : 0

## Таблица турнира
| №  | Участник              | Страна       | 1 | 1 | 2 | 2 | 3 | 3 | 4 | 4 | 5 | 5 | 6 | 6 | 7 | 7 | 8 | 8 | 9 | 9 | 10 | 10 |  | + | − | =  | Очки | Место |
| -- | --------------------- | ------------ | - | - | - | - | - | - | - | - | - | - | - | - | - | - | - | - | - | - | -- | -- |  | - | - | -- | ---- | ----- |
| 1  | Хосе Рауль Капабланка | Куба         |   |   | 1 | ½ | ½ | ½ | 1 | ½ | 1 | ½ | ½ | 1 | ½ | 1 | ½ | ½ | 1 | 1 | ½  | 1  |  | 8 | 0 | 10 | 13   | 1     |
| 2  | Михаил Ботвинник      | СССР         | 0 | ½ |   |   | ½ | 1 | 1 | ½ | ½ | 1 | ½ | 1 | 1 | 1 | ½ | ½ | ½ | 1 | ½  | ½  |  | 7 | 1 | 10 | 12   | 2     |
| 3  | Саломон Флор          | Чехословакия | ½ | ½ | ½ | 0 |   |   | ½ | 1 | 0 | ½ | ½ | 1 | 0 | ½ | ½ | 0 | ½ | 1 | 1  | 1  |  | 5 | 4 | 9  | 9½   | 3     |
| 4  | Андрэ Лилиенталь      | Венгрия      | 0 | ½ | 0 | ½ | ½ | 0 |   |   | ½ | ½ | ½ | 1 | ½ | 1 | ½ | 1 | ½ | ½ | ½  | ½  |  | 3 | 3 | 12 | 9    | 4     |
| 5  | Вячеслав Рагозин      | СССР         | 0 | ½ | ½ | 0 | 1 | ½ | ½ | ½ |   |   | 1 | ½ | 0 | ½ | 1 | ½ | ½ | ½ | ½  | 0  |  | 3 | 4 | 11 | 8½   | 5     |
| 6  | Эмануил Ласкер        | СССР         | ½ | 0 | ½ | 0 | ½ | 0 | ½ | 0 | 0 | ½ |   |   | ½ | ½ | ½ | 1 | 1 | ½ | 1  | ½  |  | 3 | 5 | 10 | 8    | 6     |
| 7  | Илья Кан              | СССР         | ½ | 0 | 0 | 0 | 1 | ½ | ½ | 0 | 1 | ½ | ½ | ½ |   |   | ½ | ½ | 0 | ½ | ½  | ½  |  | 2 | 5 | 11 | 7½   | 7-10  |
| 8  | Григорий Левенфиш     | СССР         | ½ | ½ | ½ | ½ | ½ | 1 | ½ | 0 | 0 | ½ | ½ | 0 | ½ | ½ |   |   | ½ | 0 | 1  | 0  |  | 2 | 5 | 11 | 7½   | 7-10  |
| 9  | Николай Рюмин         | СССР         | 0 | 0 | ½ | 0 | ½ | 0 | ½ | ½ | ½ | ½ | 0 | ½ | 1 | ½ | ½ | 1 |   |   | ½  | ½  |  | 2 | 5 | 11 | 7½   | 7-10  |
| 10 | Эрих Элисказес        | Австрия      | ½ | 0 | ½ | ½ | 0 | 0 | ½ | ½ | ½ | 1 | 0 | ½ | ½ | ½ | 0 | 1 | ½ | ½ |    |    |  | 2 | 5 | 11 | 7½   | 7-10  |